# Thanatus sibiricus
Thanatus sibiricus là một loài nhện trong họ Philodromidae.
Loài này thuộc chi Thanatus. Thanatus sibiricus được Wladislaus Kulczynski miêu tả năm 1901.